# Handball-Regionalliga Hessen 2024/25
Die Handball-Regionalliga Hessen 2024/25 war die erste Spielzeit der von der Oberliga Hessen in Regionalliga Hessen umbenannten Liga, die unter dem Dach des „Hessischen Handballverbandes“ (HHV) organisiert wurde. Sie ist die höchste Spielklasse des Landesverbandes Hessen und wird hinter der 3. Liga als vierthöchste Spielklasse im deutschen Ligensystem geführt.

## Saisonverlauf
Die Regionalliga Hessen bestand in dieser Saison eingleisig aus 14 Mannschaften (Frauen 12). Meister und Aufsteiger in die 3. Liga wurde die TSG Münster. Die Absteiger waren Die HSG Rodgau Nieder-Roden II, TuS Holzheim und HSG Kleenheim-Langgöns.
Meister und Aufsteiger bei den Frauen wurde die TSG Leihgestern und absteigen mussten HSG Rodgau Nieder-Roden II und SG 09 Kirchhof II.

### Modus
Im Verlaufe der Saison traten die Mannschaften der Regionalliga jeweils in einer Hin- und Rückrunde gegeneinander an. Nach Abschluss der daraus resultierenden Spieltage stieg der Hessische Meister in die 3. Liga auf. Es stiegen so viele Mannschaften ab, bis die Staffelstärke von 14 Teams (Frauen 12) incl. den Aufsteigern aus den Landesverbänden und möglichen Absteigern aus der 3. Liga erreicht war. Am Ende der Saison galt bei Punktegleichheit der direkte Vergleich.
Bei den Frauen qualifizierte sich der Meister für die Aufstiegsrelegation zur 3. Liga.

## Teilnehmer
Nicht mehr dabei sind die Auf- und Absteiger der Vorsaison Neu hinzukamen die Absteiger (A) von der 3. Liga und die Aufsteiger (N) aus den Landesligen.

### Abschlusstabellen
| Pl. | Männer                        | Spiele | Punkte | Pl. | Frauen                     | Spiele | Punkte |
| --- | ----------------------------- | ------ | ------ | --- | -------------------------- | ------ | ------ |
| 1.  | TSG Münster                   | 26     | 48:4   | 1.  | TSG Leihgestern            | 22     | 41:3   |
| 2.  | TV Petterweil                 | 26     | 37:15  | 2.  | HSG Gedern/Nidda           | 22     | 32:12  |
| 3.  | ESG Gensungen/Felsberg        | 26     | 33:19  | 3.  | HSG Weiters./Braunsh.Worf. | 22     | 28:16  |
| 4.  | HSG Gr.-Bieberau/Modau        | 26     | 33:19  | 4.  | HSG Hungen/Lich            | 22     | 26:18  |
| 5.  | HSG Breckenh./Wallau/Massenh. | 26     | 29:23  | 5.  | TSG Eddersheim             | 22     | 23:21  |
| 6.  | TSG Offenbach-Bürgel          | 26     | 27:25  | 6.  | HSG Baunatal               | 22     | 22:22  |
| 7.  | HSG Pohlheim                  | 26     | 24:28  | 7.  | HSG Twistetal              | 22     | 22:22  |
| 8.  | TSV Vellmar                   | 26     | 24:28  | 8.  | HSG Kleenheim-Langgöns     | 22     | 20:24  |
| 9.  | TuSpo Obernburg               | 26     | 22:30  | 9.  | SV G. Fritzlar             | 22     | 16:28  |
| 10. | SG Bruchköbel                 | 26     | 19:33  | 10. | TV Hüttenberg              | 22     | 11:33  |
| 11. | TV Hüttenberg II              | 26     | 18:34  | 11. | SG 09 Kirchhof II          | 22     | 11:33  |
| 12. | HSG Rodgau Nieder-Roden II    | 26     | 18:34  | 12. | FSG Bürgstadt/Kirchzell    | 22     | 9:35   |
| 13. | HSG Kleenheim-Langgöns        | 26     | 16:36  |     |                            |        |        |
| 14. | TuS Holzheim                  | 26     | 16:36  |     |                            |        |        |

(A) = Absteiger aus der 3. Liga (N) = neu in der Liga, bei Punktegleichheit galt der direkte Vergleich.